# Balzovec
Balzovec (znanstveno ime Ochroma pyramidale) je hitro rastoče tropsko drevo, ki izvira iz tropskega dela Južne Amerike. Drevo, ki doseže višino do 30 m je vednozeleno, v primeru daljšega sušnega obdobja pa mu do 50 cm dolgi srčasti listi lahko odpadejo.
Les balzovca, balza, je zelo mehek vendar močan les, z grobo strukturo. Tipična gostota lesa znaša okrog 140 kg/m3 (100-200 kg/m3). Balza je zaradi majhne gostote, ki ne dosega niti tretjine gostote ostalih vrst lesa, zelo priljubljen material za modelarstvo in maketarstvo. Uporablja se ga kot polnilo za rešilne pasove in loparje za namizni tenis (kot sendvič med dvema plastema vezane plošče), za izdelavo ultralahkih letal ipd.

## Izvor vrste
- .Južna Amerika

Srednja Amerika: Belize, Costa Rica, El Salvador, Gvatemala, Honduras, Nikaragva, Panama 

Karibi: Kuba, Dominikanska republika, Grenada, Gvadalupe, Hispaniola, Jamajka, Martinique, Montserrat, Puerto Rico, St.Kitts and Nevis, St. Lucia, St. Vincent and Grenadines 

Severni del Južne Amerike: Francoska Gvajana, Venezuela 

Brazilija 

Zahodni del Južne Amerike: Bolivija, Kolumbija, Ekvador, Peru 

- Severna Amerika

Mehika

## Galerija
- Različni profili modelarskih letvic iz balze
- Model letalskega ogrodja iz balze